# Waltrop
Waltrop (en allemand : /ˈvaltʁɔp/,, ? Écouter [Fiche]) est une ville allemande située dans le nord de la Ruhr au nord-ouest du Land de Rhénanie-du-Nord-Westphalie. Elle appartient à l'arrondissement de Recklinghausen dans le district de Münster. Cette petite ville est connue pour le vieil ascenseur à bateaux de Henricheburg.

## Géographie
Waltrop se situe au nord-ouest de Dortmund entre le canal Dortmund-Ems, qui coule au sud-ouest, et le canal Datteln-Hamm au nord.
La commune n'est pas découpée en Ortsteilen mais elle compte sept villages principaux répartis autour de la ville centre : Unterlippe, Oberlippe, Elmenhorst, Brockenscheidt, Leveringhausen, Oberwiese et Holthausen.

## Histoire
| Appartenances historiques Électorat de Cologne 1228-1803 Duché d'Arenberg-Meppen 1803-1810 Grand-duché de Berg 1810-1813 Royaume de Prusse (Province de Westphalie) 1815-1918 République de Weimar 1918-1933 Reich allemand 1933-1945 Allemagne occupée 1945-1949 Allemagne 1949-présent |

Le village de Waltrop s'est formé autour de l'église paroissiale St. Peter qui sert toujours au culte de nos jours.
En 1032, il est déjà fait mention de l'église St. Peter dans un legs de l'archevêque de Cologne à l'abbaye bénédictine de Deutz, même si, à la vérité le nom du village n'est pas clairement mentionné.
Waltrop a accédé au statut de ville le 30 janvier 1939.

### Blason
Sur un champ d'or se trouve un aigle de sable aux pattes et bec de gueules. 

## Administration communale

### Conseil municipal
Depuis les élections municipales de 2004, le SPD est le groupe principal au sein du conseil municipal avec 15 sièges sur 40.
- SPD : 15 sièges
- CDU : 14 sièges
- Grüne Liste Waltrop (GLW) : 2 sièges
- FDP : 2 sièges
- Waltroper Aufbruch[3] (WA) : 3 sièges
- Bündnis für Waltrop[4] : 2 sièges
- Die Linke : 1 siège
- Sans parti : 1 siège

#### Historique des élections municipales depuis 1975
Dans ce tableau, n'ont été indiqués que les partis et listes ayant obtenu un minimum de 2,95 % des suffrages.
| Année | SPD  | CDU  | FDP | GLW | WA  |
| ----- | ---- | ---- | --- | --- | --- |
| 1975  | 50,3 | 41,8 | 6,4 |     |     |
| 1979  | 51,2 | 38,5 | 4,9 | 5,3 |     |
| 1984  | 53,8 | 34,0 | 4,5 | 7,6 |     |
| 1989  | 54,1 | 33,0 | 5,5 | 7,4 |     |
| 1994  | 49,0 | 33,8 | 3,1 | 7,3 | 6,9 |
| 1999  | 34,3 | 45,8 | 4,3 | 7,5 | 8,1 |
| 2004  | 39,0 | 36,8 | 7,7 | 8,1 | 8,4 |

### Maires successifs
Depuis les élections de 2004, Anne Heck-Guthe (SPD) exerce la fonction de maire (Bürgmeisterin). Elle a succédé à Willi Scheffers (CDU).
Les maires de Waltrop depuis 1939 :
- August Apffelstaedt (1939 - 1940)
- Paul Lassoff (1940 - 1945)
- Wilhelm Burbaum, Hermann Press & Fritz Dellwig (tous trois entre mai 1945 et 1946)
- Wilhelm Predeck, Centriste(1946 - 1949)
- Oskar Timm, SPD (1949 - 1952)
- Wilhelm Predeck, CDU (1952 - 1953)
- Heinrich Ferkinghoff, CDU (1953 - 1964)
- Reinhold Mittelstaedt, SPD (1964 - 1969)
- Hermann Keuter, CDU (1969 - 1975)
- Jochen Münzner, SPD (1975 - 1999)
- Wilhelm Scheffers, CDU (1999 - 2004)
- Anne Heck-Guthe, SPD (depuis 2004)

### Jumelages

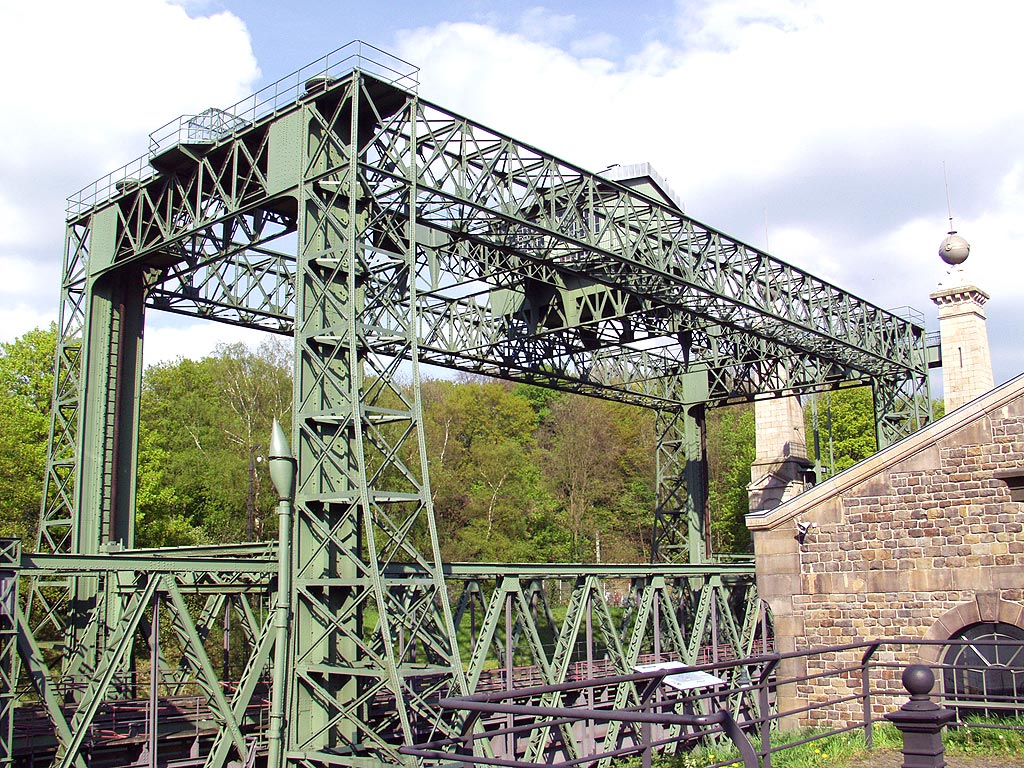
Ancien ascenseur à bateaux d'Henrichenburg

- Herne Bay (Royaume-Uni) depuis 1977
- Cesson-Sévigné (France) depuis 1984
- San Miguelito (Nicaragua)
- Gardelegen (Allemagne)

## Culture et curiosités

### Musées
- Heimatmuseum (musée local) : il renseigne sur l'histoire de Waltrop en s'appuyant sur une riche iconographie.
- L'ascenseur à bateaux d'Henrichenburg de 1899 est désormais un musée ouvert à la visite.

### Bâtiments remarquables

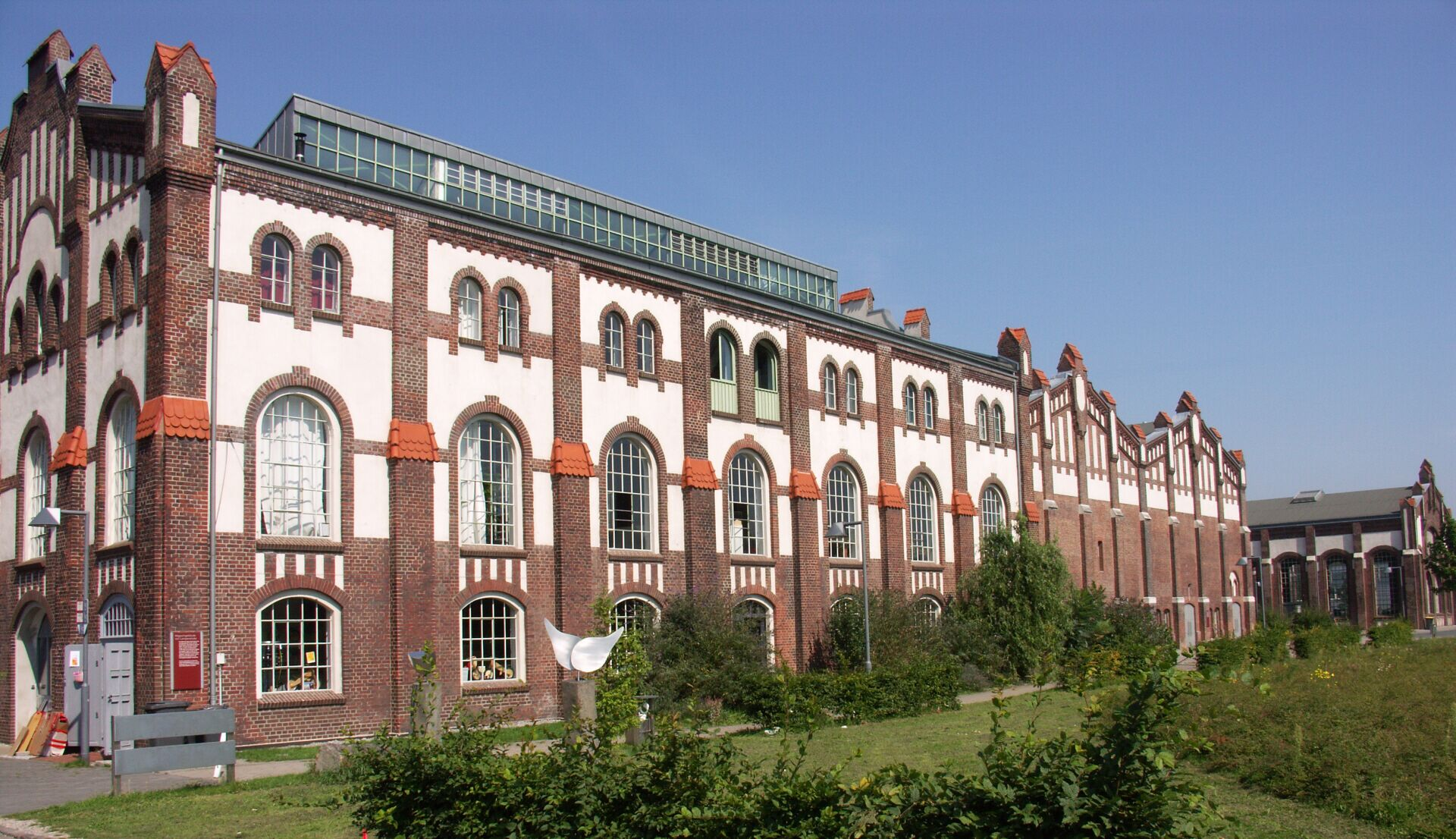
Ancienne houillère de Waltrop

L'ascenseur à bateaux d'Henrichenburg est le véritable emblème de la ville qui se proclame Stadt der Schiffshebewerke (ville des ascenseurs à bateaux).
L'ancienne houillère de Waltrop a été transformée en parc d'activités.
Au cœur de Waltrop, se dresse l'église paroissiale St. Peter qui date des IXe et Xe siècles ; elle est dotée d'un clocher de 40 m. de haut. Autour de l'église, on trouve un pittoresque ensemble de maisons à colombages, dont un est connu sous le nom de "Tempel" qui est vraisemblablement édifié en 1576.
On peut également admirer la chapelle St. Laurentius dans le village de Leveringhausen.

### Parcs et espaces naturels
Cette ancienne ville industrielle est réputée pour le nombre et la qualité de ses espaces verts, parmi lesquels :
- Moselbachpark
- Lagunes d'épuration de Dortmund (sentiers de randonnées et pistes cyclables)
- Les canaux (aviron et voile)
- Parc des écluses d'Henrichenburg (avec l'ancien et l'actuel ascenseur à bateaux ainsi que les anciennes et nouvelles écluses)

### Festivités
- Bal en pyjama de la jeunesse (dimanche de carnaval, public de 16 à 40 ans)
- Waltroper Parkfest (fin août) avec des concerts dans le Moselbachpark
- Beachparty avec 30 tonnes de sable dans le Pfarrgarten (chaque année, peu avant les vacances d'été)
- Extraschicht (fin juin) concert, démonstrations de vélos et animations autour des bâtiments de l'ancienne mine